# Flora de Chile

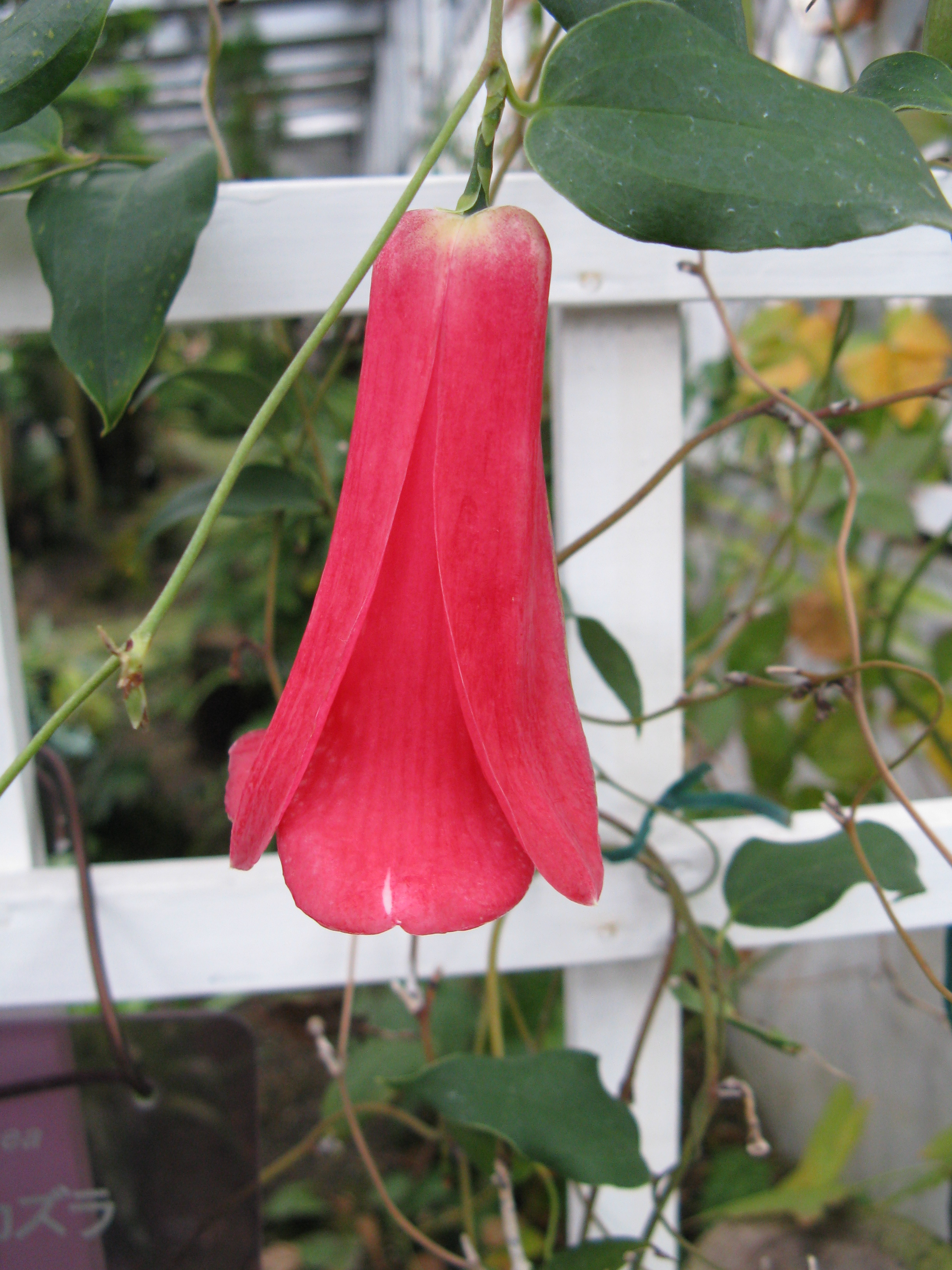
Copihue, flor nacional de Chile.

La flora de Chile. Se caracteriza por ser una flora variada y contar con un gran número de especies endémicas producto de la especial condición geográfica 
y las variadas condiciones climáticas de este país. Ello se debe a que su geografía se extiende desde Bolivia y Perú por el norte hasta el paso Drake por el sur; entre la cordillera de los Andes, que lo separa de Argentina, por el este y el océano Pacífico por el oeste; que han causado el aislamiento de la flora y de la fauna de Chile. Es así como estás características geográficas y climáticas presentes en este país convierten el territorio de la flora chilena en una larga y angosta faja de tierra con diferentes ecorregiones y microclimas, cada uno de ellas con sus características especies vegetales adaptadas a crecer en cada zona en particular.

## Descripción

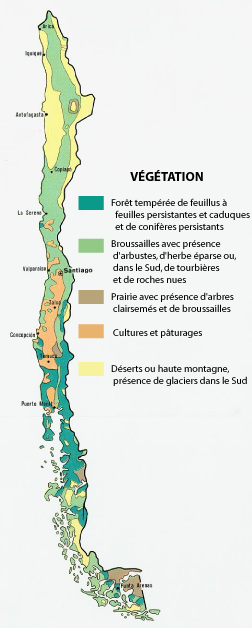
Los diferentes ecosistemas de Chile.

### Origen y evolución
La característica flora presente en Chile, además de la propia diferencia climática, está condicionada en gran medida por la topografía andina; la cual determina la existencia de una franja continua de vegetación árida que cruza el continente en sentido SE-NW, llamada Diagonal Árida de Sudamérica; la misma desconecta y aísla la región de los bosques subtropical-templados de Chile y Argentina de los restantes bosques del continente.
En la flora de Chile destacan significativas proporciones de elementos neotropicales (28 %) y australasianos (20 %), que dejan de manifiesto las pasadas vinculaciones florísticas con distantes territorios, como Sudamérica tropical y Australasia. La gran diversidad de familias representadas en los bosques Australes de Sudamérica (48,9 % de la flora vascular de Chile continental), en contraste con la pobreza en especies y la elevada proporción de géneros monotípicos (21 %); y porcentaje de especies endémicas (ca. del 90 % de las plantas con semilla), sugieren una notable antigüedad geológica en aislamiento de estos bosques, y altas tasas de extinción de especies; indicando una fascinante historia geológica de su flora.
En el Paleógeno, la flora se caracterizó por la sucesión temporal y latitudinal de tres tipos de paleofloras: Neotropical, Mixta y Antártica; con muchos elementos que aún subsisten en los bosques subtropicales y templado-lluviosos del cono sur del continente (La sucesión de estas paleofloras sería la consecuencia de una serie de eventos geológicos y climáticos, siendo el más importante la separación de Australia y Antártida y la consecuente glaciación del este de la Antártida, en el Eoceno/Oligoceno). Posteriormente, el 60 % de los géneros tropicales de los bosques chilenos desaparecieron del territorio a fines del Paleógeno, debido a los procesos geológicos sucedidos en este periodo.
En el Neógeno se registran gran parte de los géneros actualmente endémicos de los bosques chileno-argentinos; y las paleofloras del Mioceno ya exhiben espectros florísticos análogos a algunos de los actuales bosques del sur de Sudamérica. Durante el Mioceno medio y superior, en Chile central y en el norte de Argentina se registra la expansión de una Paleoflora Subtropical, sin Nothofagus (que incluyó taxa tropicales-subtropicales distribuidos actualmente en el bosque esclerófilo de Chile central). Durante el Plioceno se produjo el desmembramiento de los bosques subtropicales del cono sur y la expansión de las formaciones xéricas a lo largo de la actual 'Diagonal Árida' del continente, debido fundamentalmente a una fuerte tendencia hacia la aridez que se produjo en los subtrópicos.
En el Cuaternario, la posición más o menos constante de la 'Diagonal Árida' durante los períodos glaciales, sumada a los repetidos avances de glaciares andinos y procesos periglaciales asociados, habrían contribuido finalmente a determinar los actuales patrones de distribución de los bosques chileno-argentinos del sur de Sudamérica; al provocar las notables contracciones areales que experimentó el área forestal durante las repetidas glaciaciones del Pleistoceno. En este período alrededor de dos tercios de la actual superficie de bosques del sur de Sudamérica fueron devastadas por glaciares, los cuales afectaron directamente a los bosques templado-lluviosos distribuidos al sur de 43°S (Nordpatagónico y Subantártico). Efectos periglaciales como lasolifluxión también impactaron los Andes, Valle Longitudinal y cordillera de la Costa de la Región de los Lagos (39°-43°S Bosque valdiviano). Por otra parte, las mayores alturas de las Cordilleras de la Costa y de los Andes al norte de 35°S, conjuntamente con una circulación atmosférica glacial más vigorosa, habrían reforzado el efecto de sombra de lluvias en Chile Central, afectando la distribución de los bosques subtropicales esclerófilos. Durante el tardiglacial (14 000-10 000 años A.P.) se produjo la rápida colonización del bosque Norpatagónico-Subantártico (Nothofagus, coníferas), seguida de una expansión de las Mirtáceas. Recién a inicios del Holoceno se registra la expansión del elemento más termófilo del bosque Valdiviano. Las especies más resistentes al frío de los actuales bosques templado-lluviosos (Nordpatagónico y Subantártico) habrían sobrevivido la última glaciación, probablemente en poblaciones discontinuas, dentro de la Región de los Lagos. En contraste, las especies más calidófilas de los bosques templado-lluviosos no sobrevivió la glaciación en su área actual, sino que se refugió al norte de 41°S, probablemente en sectores intermedios y bajos de la cordillera de Nahuelbuta, que no fueron glaciados y fueron menormente afectados por procesos periglaciales.
En resumen, se puede concluir que los antecesores más antiguos de la flora actual llegaron a chile y al resto del sur de Sudamérica en sucesivas oleadas neotropicales, australasianas-cálidas y austral-antárticas durante el Terciario inferior. Así, los actuales bosques corresponden a una mezcla de sobrevivientes de los bosques paleógenos, hecho que explicaría el carácter fitogeográficamente mixto de estos bosques, además de elementos diferenciados y/o migrados durante el Neógeno. Es posible que la mayoría de los géneros endémicos y monotípicos de la actual flora de los bosques chileno-argentinos sean los descendientes de las primeras floras tropicales que llegaron al territorio.

### Características actuales
El gran número de microclimas y el relieve geográfico de este país, influyen fuertemente sobre las características de su ecosistema y, por consiguiente, en la flora que habita en él. Esta notable discontinuidad de la vegetación es, en gran medida, una consecuencia del efecto del cordón andino sobre los sistemas climáticos que están presentes en el clima de Chile.
Actualmente, alrededor de los 30°S, los ecosistemas de bosques mediterráneos-subtropicales de Chile central y templado-húmedos del sur del país son reemplazados por semidesiertos y desiertos hiperáridos que se extienden hasta cerca del ecuador. En contraste, en la región de clima mediterráneo de Chile central, situada entre 30° y 38°S, las formaciones dominantes son el bosque caducifolio Maulino de Nothofagus, el bosque subtropical esclerófilo, y el matorral de espino maulino. En la región de clima templado, al sur de 38°S, el aumento de la precipitación, con lluvias de invierno y verano, determina la presencia de bosques siempreverdes de los tipos Valdiviano, Nordpatagónico y Subantártico.

#### Zona norte
La zona norte del país se caracteriza por una vegetación única, debido a la extrema aridez del desierto de Atacama. Árboles como el algarrobo, el chañar y el pimiento, así como diversas especies de cactus, son las únicas especies vegetales capaces de adaptarse a condiciones climáticas tan duras.
En el altiplano chileno 
En la zona del Norte Chico, cuando sobrevienen precipitaciones hacia el mes de septiembre, se produce el fenómeno denominado el desierto florido, en el que las tierras áridas se recubren de diversas especies de flores como la añañuca.
Entre el sur de la región de Atacama y la región de Coquimbo se produce un lento proceso de diversificación de la flora, caracterizándose por el aumento en la cantidad de precipitaciones, sobre las zonas costeras de Talinay y del parque nacional Bosque Fray Jorge existen bosques de tipo patagónico. En el Norte Chico, aparecen especies de clima mediterráneo como el espino maulino y el quillay.

#### Zona central
En la zona central del país predomina el clima mediterráneo, lo que obliga a la flora a soportar un periodo de sequía que se extiende desde primavera hasta otoño mediante cambios morfológicos o de evasión; 
destacandosé las formaciones de Bosque esclerófilo y el Bosque y matorral mediterráneo. Debido a estas características abundan en esta zona árboles y arbustos adaptados a un periodo xeromórfico, con hojas esclerófilas (duras), cerosas (brillantes) o tricomatosas (pequeños pelos), arbustos caducifolios de verano y herbáceas rizomatosas o bulbosas.
Según Donoso, las formaciones boscosas predominantes aparecen en formaciones arboladas muy devastadas por los incendios, la tala destinada a la fabricación de carbón vegetal y la deforestación para la agricultura. Entre las especies características de la vegetación del valle central, se pueden citar, el arrayán, el boldo, el chagual, el espino, el litre, el maitén y el quillay, entre otros.

#### Zona sur
Al sur del río Biobío, la vegetación se diversifica y se convierte en bosque templado del tipo Bosque templado valdiviano. Ciertas especies vegetales como el arrayán, el copihue (la flor nacional), diversos helechos y árboles como el laurel, la lenga, el avellano, diversas especies de mañíos y el alerce caracterizan este tipo de bosque. Uno de los principales problemas ambientales de esta zona es la sustitución de bosque nativo por plantaciones de pinos y eucaliptos para su explotación comercial.
En el extremo sur, en las dos regiones más australes del país, existen numerosos bosques siempre bien irrigados, árboles como el ciprés, caracterizan la flora de la región. Hacia el interior, se desarrollan forestas, en las que predomina la lenga y hacia la frontera con Argentina, se encuentran estepas.

#### Zona austral
Para finalizar, en el extremo sur del país, la vegetación se reduce a ciertas especies como el coigüe de Magallanes y el ñirre, así como algunas especies de musgos como la bryophyta y los líquenes.
El Territorio Chileno Antártico se encuentra en su mayor parte, congelado de forma permanente (hielos eternos) y solamente puede albergar especies vegetales tales como los líquenes y los musgos.

#### Territorios insulares

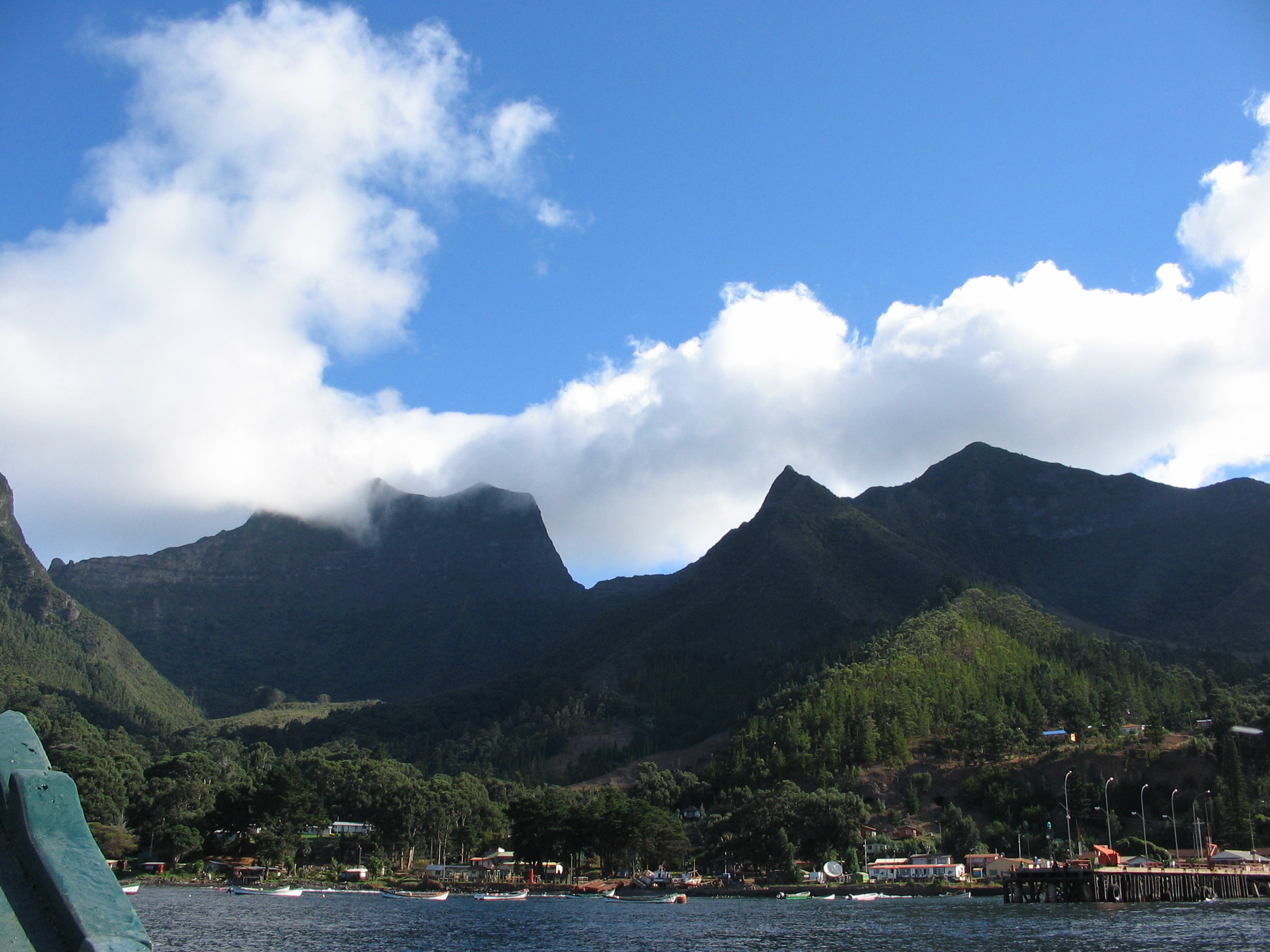
Vista de la isla Robinson Crusoe en el archipiélago de Juan Fernández.

En los territorios insulares, la flora chilena cuenta con especies únicas en el mundo. Mientras que en la Isla de Pascua el árbol característico, es el toromiro (el cual se encuentra extinto en estado silvestre).
Referente al archipiélago de Juan Fernández, este cuenta con más de 200 especies vegetales únicas como la palmera de Juan Fernández, entre otras.

## Especies
Entre la gran diversidad de las especies vegetales presentes en Chile se cuentan las siguientes, en el orden alfabético
- Fitzroya
- Amancay
- Amancay dorado
- Araucaria
- Arrayán
- Avellanillo
- Avellanita
- Avellano chileno
- Belloto del norte
- Belloto del sur
- Boldo
- Brecillo
- Canelo
- Canelo enano
- Chañar
- Chagual
- Chaura
- Chequén
- Chilco
- Chupón calilla
- Chupón quiscal
- Chupalla
- Ciprés de la Cordillera
- Ciprés de las Guaitecas
- Ciprés enano
- Coigüe
- Coigüe de Magallanes
- Coigüe de Chiloé
- Colihue
- Coicopihue
- Copihue
- Espino
- Estrellita del bosque
- Frutilla silvestre
- Guayacán
- Hualo
- Huarapo
- Huillipatagua
- Laurel chileno
- Lenga
- Lleuque
- Lingue
- Litre
- Lúcumo silvestre
- Lucumillo
- Luma
- Lumilla
- Mañío de hojas cortas
- Mañío de hojas largas
- Mañío de hojas punzantes
- Maitén
- Maqui
- Melí
- Michay
- Michay rojo
- Murta Blanca
- Murtilla
- Nalca
- Notro
- Ñirre
- Olivillo
- Palguín
- Palma chilena
- Papayo silvestre
- Patagua
- Pelú
- Petra
- Peumo
- Pingopingo
- Pitao
- Pitra
- Queule
- Quila
- Quilineja
- Quillay
- Rarán
- Raulí
- Rica-rica
- Roble
- Ruil
- Tabaco del diablo
- Tarwi
- Tayú del norte
- Tepa
- Tepú
- Tiaca
- Tineo
- Toromiro
- Voqui blanco
- Voqui coguil
- Ulmo